# Alessandro Allori
Alessandro di Cristofano di Lorenzo del Bronzino Allori (también conocido como Alexandre Allori o Alessandro Allori del Bronzino) fue un pintor italiano manierista perteneciente a la escuela florentina que nació y murió en Florencia (31 de mayo de 1535-22 de septiembre de 1607).

## Biografía
Nació del matrimonio de Cristofano di Lorenzo y Dianora Sofferoni. Entró siendo todavía un niño en el taller de su tío (según algunos autores), el pintor manierista Agnolo Bronzino (1503-72); a los catorce años fue de ayudante de su maestro que, según el testimonio de Vasari (1511 – 1574), siempre lo trató como un hijo más que como a un estudiante. Los registros de pago por la Historia de José en el Palacio Vecchio, un proyecto ejecutado por Bronzino, "Sandrino Tofano" se menciona por primera vez como pintor.
Ya en 1552 pintó una Crucifixión para Alejandro de Médici (1510 – 1537), hoy en día desaparecida. Aprovechando que trabajó para los Médici, estudió sus colecciones y, con la protección de su patrón, puede traer artistas, escritores y miembros del clero.
En 1554 parte hacia Roma con su hermano Bastiano, frecuentando el numeroso círculo de artista toscanos, probablemente conoce a Miguel Ángel y comienza a estudiar sus obras así como las de Rafael. En esta época pintó su Autorretrato y el Retrato de Ortensia de Bardi, para los Uffizi y el Retrato del joven con una carta actualmente en Berlín. Permaneció en la ciudad eterna hasta 1560.
A la muerte de su padre, en 1555, Angelo Bronzino se convirtió en el padre adoptivo de Alessandro Allori que añadió a su apellido Bronzino.
Su primer trabajo documentado a su regreso a Florencia (1560) es un Juicio Final, pintado el mismo año de su regreso para la Capilla Montauti en la Basílica de la Santísima Anunciada, de acuerdo con sus impresiones y sus dibujos de la Capilla Sixtina.
Bronzino realiza su testamento el 18 de enero de 1561, dejando el dinero: “a la viuda de Cristofano Allori, Dianora. A su hijo adoptivo y alumno, el pintor Alessandro Allori, le deja todas sus pinturas, dibujos y colores en lo referente al arte de la pintura. Nombrando herederos universales a Alessandro y a su hermano Sebastián y deja una dote para la hermana de ellos, Lucrezia."(Furno, 1902).
El 18 de octubre de 1563 fue nombrado cónsul de la Academia del Diseño de Florencia, una posición que mantuvo hasta abril de 1564. Ese mismo año, participa en los preparativos de las decoraciones de los funerales de Miguel Ángel y en las de las bodas del futuro Francisco I de Toscana con Juana de Austria.

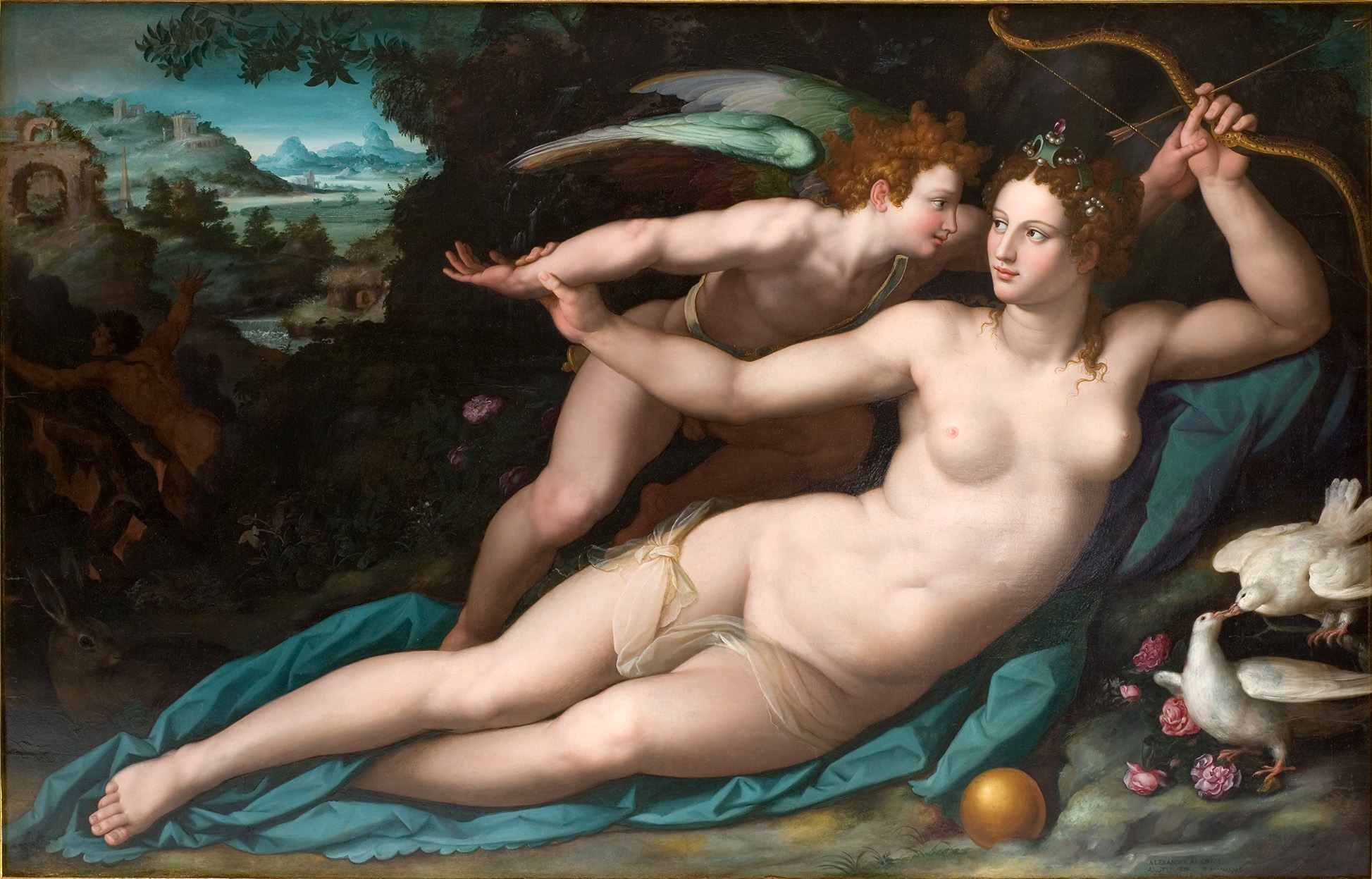
Venus y Cupido.

El 23 de noviembre de 1572 murió Bronzino en su casa y Alessandro Allori lee en el funeral de Diseño: "No muere quién vive como el vivió Bronzino...".
La información biográfica sobre Alessandro se vuelve más intensa a partir de la década de los setenta del siglo XVI cuando, con la muerte de Bronzino y Vasari en 1574, se convirtió en el pintor más popular de Florencia. Es el artista oficial del Gran Duque Francesco I de Medici, satisfaciendo sus refinadas necesidades y asumiendo diferentes tareas, como Vasari antes que él, llegando así a ser nombrado arquitecto de la Opera del Duomo en 1592.
Fue uno de los últimos notables exponentes del manierismo, pintando en un estilo que se había convertido en obsoleto en el momento de su muerte.
Entre sus colaboradores estuvo Giovanni Maria Butteri (1540 - 1606) y uno sus principales pupilos fue Giovanni Bizzelli (1556 – 1612). Cristoforo del Altissimo, Cesare Dandini (1596 – 1657), Cigoli (1559-1613), Aurelio Lomi (1556-1622), John Mosnier, Giovanni Battista Vanni (1599 – 1660), y Monanni también fueron sus alumnos. Allori fue uno de los artistas, trabajando a las órdenes de Vasari, que trabajaron en la decoración del Despacho de Francisco I.
Cristofano, su hijo (1577-1621), fue uno de los principales pintores de Florencia de su época, trabajando en un estilo que es más naturalista y barroco que el de su padre.

## Obra
En particular, pintó los frescos y pinturas de motivos religiosos y mitológicos, y fue director del Gran Ducado de la fábrica de tapices de Florencia.
Alessandro asume el nombre de Il Bronzino en alguna de sus obras.
En 1560 comienza a elaborar una tratado de anatomía, un diálogo sobre el diseño, dedicada a Bronzino, pintó el Cristo y los santos Cosme y Damián en Bruselas y el Descenso de la Santa Cruz.

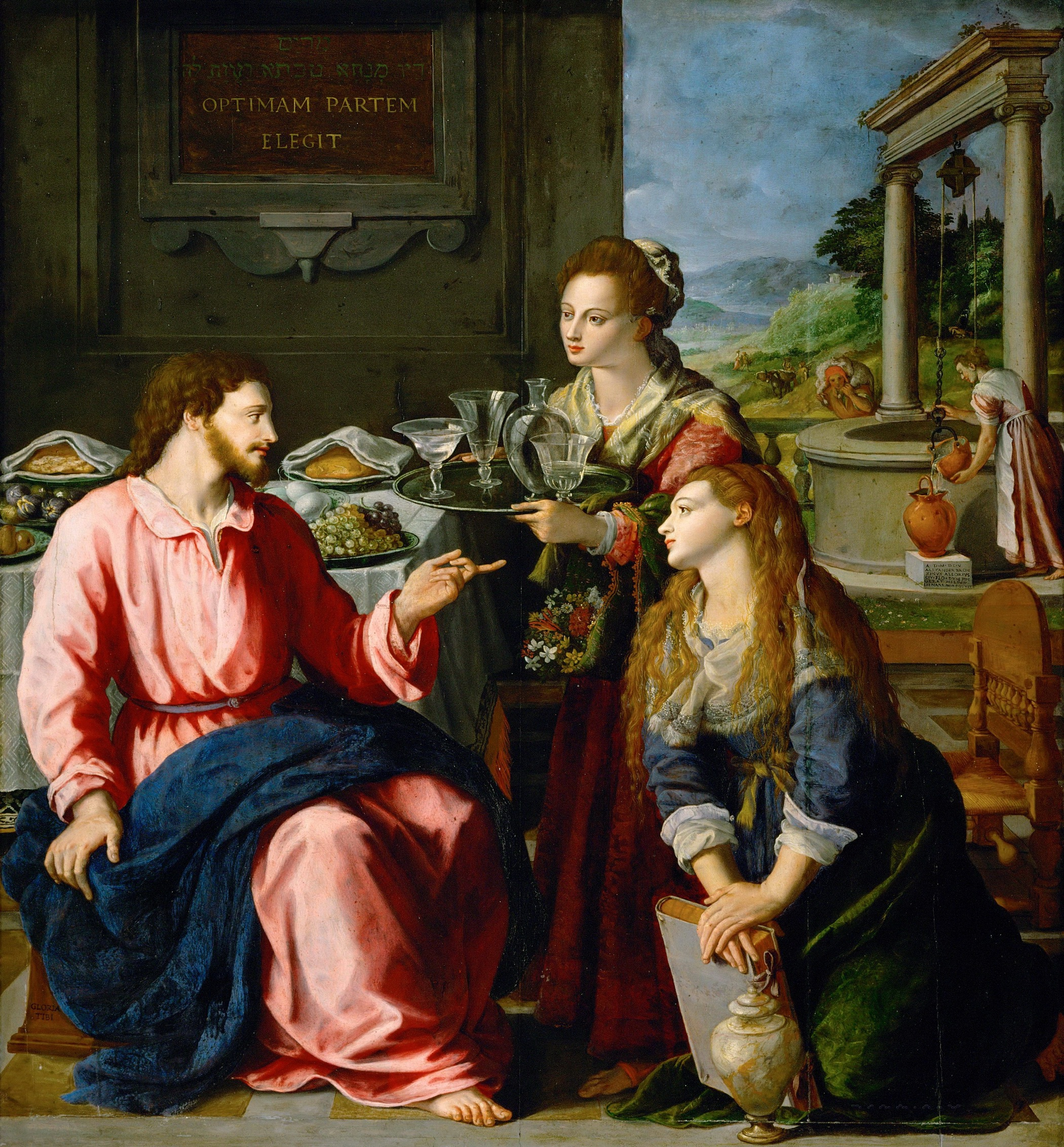
Cristo en casa de Marta y María (1605) Kunsthistorisches Museum, Viena.

Al año siguiente, realiza el Noli me tangere del Museo del Louvre, París y realiza un breve viaje a Roma para realizar el Retrato de Paolo Caprina ahora en el Museo Ashmolean, Oxford.
Utilizó diversas influencias para obras de diferente contenido: flamenco en el Rapto de Proserpina de 1570; de Miguel Ángel para la Piedad de 1571 para la basílica de la Santísima Anunciada, Florencia; de Bronzino en la Sagrada Familia de 1576 presente en la colección inglesa Hesketh; influencias romanas para la decoración del Palazzo Salviati, de Andrea del Sarto en su Cristo y la adúltera de la Basílica del Espíritu Santo y el cenáculo de la Iglesia de Santa María del Carmen; en los frescos que en 1577 realiza en la capilla Gaddi en la Iglesia de Santa María Novella con la ‘’Historia de San Jerónimo’’ bajo las influencias de Girolamo Muziano (1528/32 – 1592) y Correggio (1489 – 1534), y que rivalizaron con la decoración de la cúpula de Federico Zuccaro (1542 – 1609).
Los últimos años de la década de los 70 del siglo XVI la actividad artística florentina se centra principalmente en la representación devota: Allori se adapta, usando la tradición formal del florentino Andrea del Sarto, Bronzino y Miguel Ángel, enriquecido del gusto aristocrático de la representación de bellos muebles, telas preciosas y elaborados bordados, como en La Virgen y el Niño con santos y ángeles en Cardiff de 1583, en La Sagrada Familia con Santa Ana y San Francisco, del Museo del Prado, de 1584, en La boda en Canaan de Santa Ágata, 1600, en Cristo en la casa de Marta y María en Viena de 1605 y varias representaciones de Cristo muerto presentes en Olmütz, Chantilly, Budapest y Venecia.
Freedburg ridiculiza a Allori llamándolo derivado, alegando que ilustra "el ideal de la manera de que el arte (y el estilo) se genera fuera de arte pre-existentes". El pulido que tienen sus figuras una semejanza marmórea antinatural como si aspirara a un frío estatuario. Se puede decir que en última fase de la pintura manierista en Florencia, esa ciudad que ha insuflado vida a las estatuas con las obras de maestros como Donatello y Miguel Ángel, están todavía tan asombrados por estas que les plantea el petrificado de las figuras de la pintura. Mientras que sobre 1600 en otros lugares influidos por el Barroco empezaban a dar vida a las figuras pintadas, Florencia seguía pintando estatuas bidimensionales. Además, en general, con la excepción de los artistas Contra Maniera, no se atrevían a alejarse de grandes temas o perderse en la gran emoción.

### Estudio de Francisco I en el Palacio Vecchio

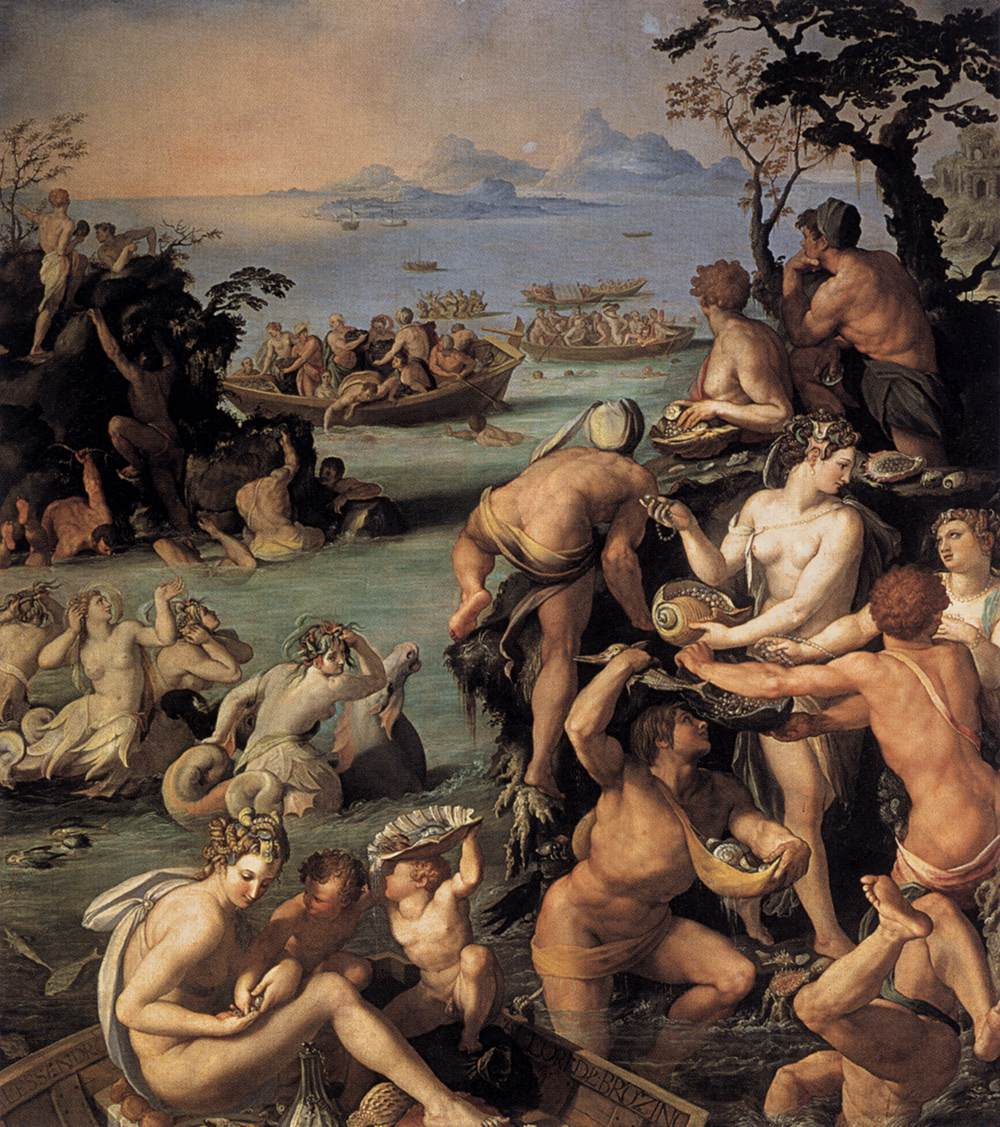
Pescadores de perlas, Palazzo Vecchio, Studiolo de Francesco I.

En agosto de 1570 Vincenzo Borghini (1515 – 1580), intelectual de la corte de los Médici, encargó a Vasari de la decoración de una sala del Palacio Vecchio, junto al Salón del Cinquecento y el dormitorio de Francisco I de Medici, el Gran príncipe regente de Cosme de Médici: "la sala ha de servir como un armario de cosas raras y preciosas, y valiosas y artísticas, como serían joyas, medallas, piedras talladas, cristalerías elaboradas y jarrones, cosas ingeniosas y gustosas, no demasiado grande, colocados en sus casilleros, cada uno en su género."
El trabajo, iniciado rápidamente por Vasari y su círculo, se finalizó en 1572. El estudio se desmanteló en 1587 y los tesoros contenidos se dispersaron, y los paneles pintados - las puertas de los armarios que encierran "las maravillas de la naturaleza y de la voluntad humana”- se ordenaron de nuevo en el siglo XIX en el orden seguido por las instrucciones de Borghini, que probablemente no sea equivalente al que realmente se llevó a la.
Trabajó, además de Vasari y Allori, Santi di Tito (1536 – 1603), Mirabello Cavalori (1520 - 1572), Jacopo Zucchi (1541 – 1596), Girolamo Macchietti (1535/41 - 1592), Giovanni Stradano (1523 – 1605), Giovanni Battista Naldini (1537 – 1591), Maso da San Friano (1532 – 1571), Francesco Morandini (1544 – 1597), il Bacchiacca (1494 – 1577) entre otros.
En este estudio, Allori realizó Los pescadores de perlas (sobre 1570) que se considerada generalmente como su obra maestra, pues es alegre y llena de artificios, que combina las figuras obviamente desnudas extraídas de Miguel Ángel con la esbeltas figuras y colores esmaltados de Bronzino.

### Últimas obras
A partir de la última década del siglo XVI, Alessandro colabora con su hijo Cristofano y absorbe las influencias procedentes de la pintura de Paul Brill (1554 – 1626), con la introducción de grandes paisajes, como en la Llamada de San Pedro, en 1596, y El Sacrificio de Isaac, en 1601, ambas en la Galería Uffizi, o La Sagrada Familia de Lisboa de 1602.

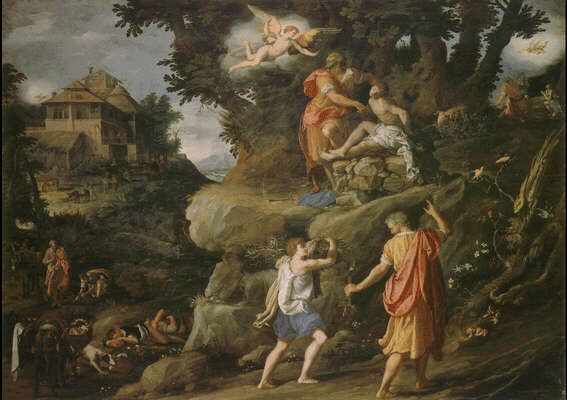
El sacrificio de Isaac (1601) Galería Uffizi, Florencia.

En la Santa María Magdalena penitente, del Museo Stibbert, Florencia, asevera la iconografía tradicional, eliminando los excesos de la desnudez, de la calavera, del látigo y también del cilicio y convierte a la pecadora en una elegante dama expuesta de una forma cuidadosa: el famoso cabello, generalmente suelto, lo recoge y lo trenza al tiempo que la luz resbala sobre la camisa y el chal bordados.
Entre sus últimas obras, está, en torno a 1604, El sermón de San Juan Bautista en el Palacio Pitti, ambientada en un paisaje flamenco, un bosque que se vuelve protagonista de la representación, que se alarga y se abre a las luces del ocaso, introduciendo, incluso entre las muchas figuras que asisten a la prédica, una atmósfera de calma y espera silenciosa.
En los últimos años de su vida, sufre mucho de gota, lo que hace que se ocupe de la tienda sobre todo su hijo, aun así Alessandro pinta el San Francisco de Arezzo, una Virgen con el Niño ahora en Gante y a otra conservada en Madrid. Muere el 22 de septiembre de 1607.

## Obras destacadas

### Pinturas
- Amberes
  - Museo Mayer van den Bergh:

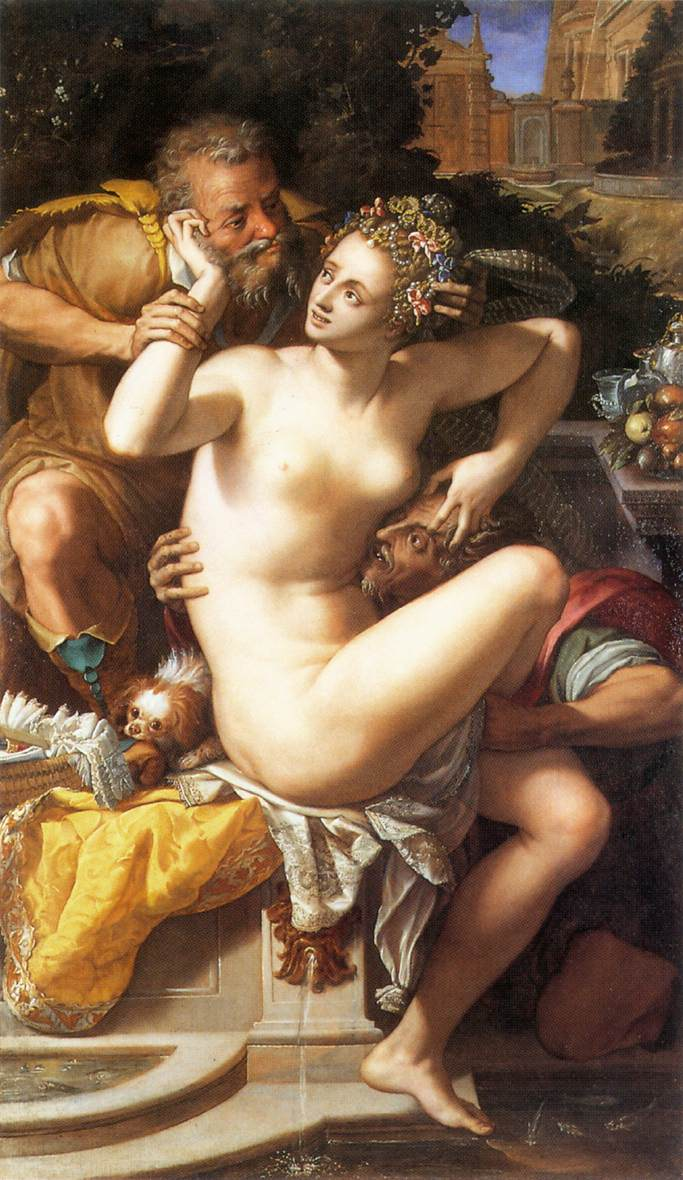
Susana y los viejos (1561) Museo Magnin, Dijon.

    - Francisco I de Médici (sobre 1570).
- Arezzo
  - Museo Estatal de Arte Medieval y Moderno:
    - Deposición (firmado y fechado 1580).

  - Casa Vasari:
    - La oración de San Francisco (sobre 1605).

  - Iglesia de la Misericordia:
    - Noli me tangere (firmado y fechado 1584).
- Baltimore
  - Colección privada:
    - Tentaciones de San Benito (sobre 1586).
- Bérgamo
  - Palazzo della Ragione:
    - Última Cena (firmado y fechado 1582).
- Bruselas
  - Museos reales de Bellas Artes de Bélgica:
    - Los Santos Cosme y Damián (1559).

- Budapest:
  - Museo de Bellas Artes:

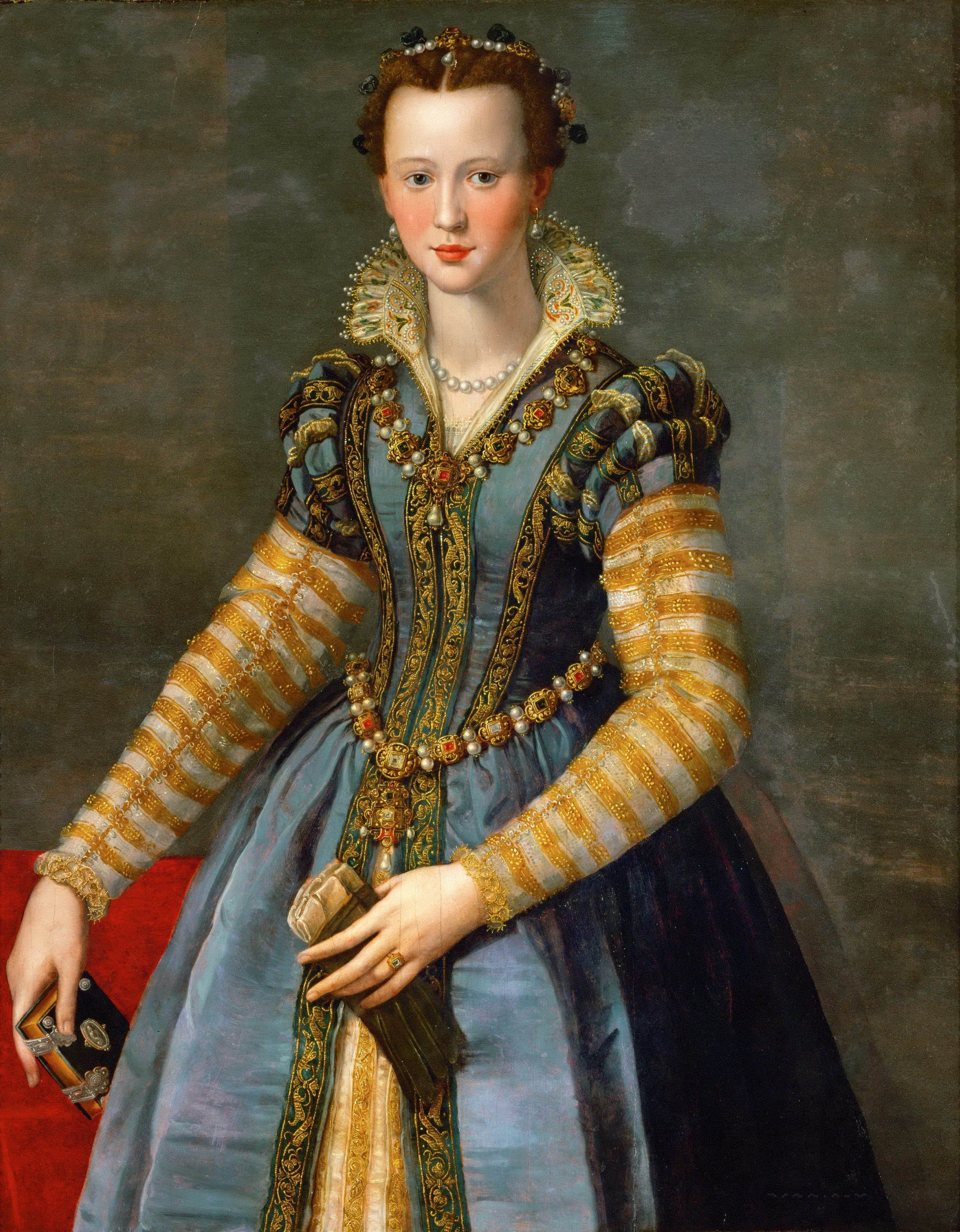
María de Médici (sobre 1555), Kunsthistorisches Museum, Viena.

    - Cristo muerto con ángeles (firmado, sobre 1582).
- Cambridge
  - Colección privada:
    - Retrato de un joven.
- Cardiff
  - Museo Nacional de Gales:
    - Virgen con el Niño con ángeles y santos (1583).
- Carini
  - Catedral:
    - La adoración de los pastores (1578).
- Castelfranco di Sotto
  - Colegiata de San Pedro y San Pablo:
    - La Liberación de San Pedro de la cárcel (fechado y firmado, 1584).
- Chantilly
  - Museo Condé:
    - Sagrada Familia (firmado y fechado 1603).
- Cortona
  - Iglesia de Santa María Nuova:
    - Nacimiento de María (firmado y fechado, 1595).
- Cracovia
  - Museo Czartoryski:
    - Retrato de Francesco I de Medici (1565).
- Dijon
  - Museo Magnin:
    - Susana y los viejos (firmado y fechado, 1561).
- Florencia
  - Baptisterio de San Juan:
    - Bautismo de Cristo (firmado y fechado, 1592).

  - Basílica de la Santa Cruz:
    - Descenso de la Cruz (1560)
    - Ascensión y Coronación de María (1588).

  - Basílica de la Santísima Anunciada:
    - Nacimiento de María (firmado y fechado 1602).

  - Casa Buonarroti:
    - Cristo (1559).

  - Galería de la Academia:
    - Bautismo de Cristo.
    - Coronación de María (1581).
    - La Virgen y el Niño (firmado y fechado 1575).

- - Galería Uffizi:
    - Alegoría de la Humanidad.
    - Autretrato (sobre 1560).
    - El sacrificio de Isaac (1560).

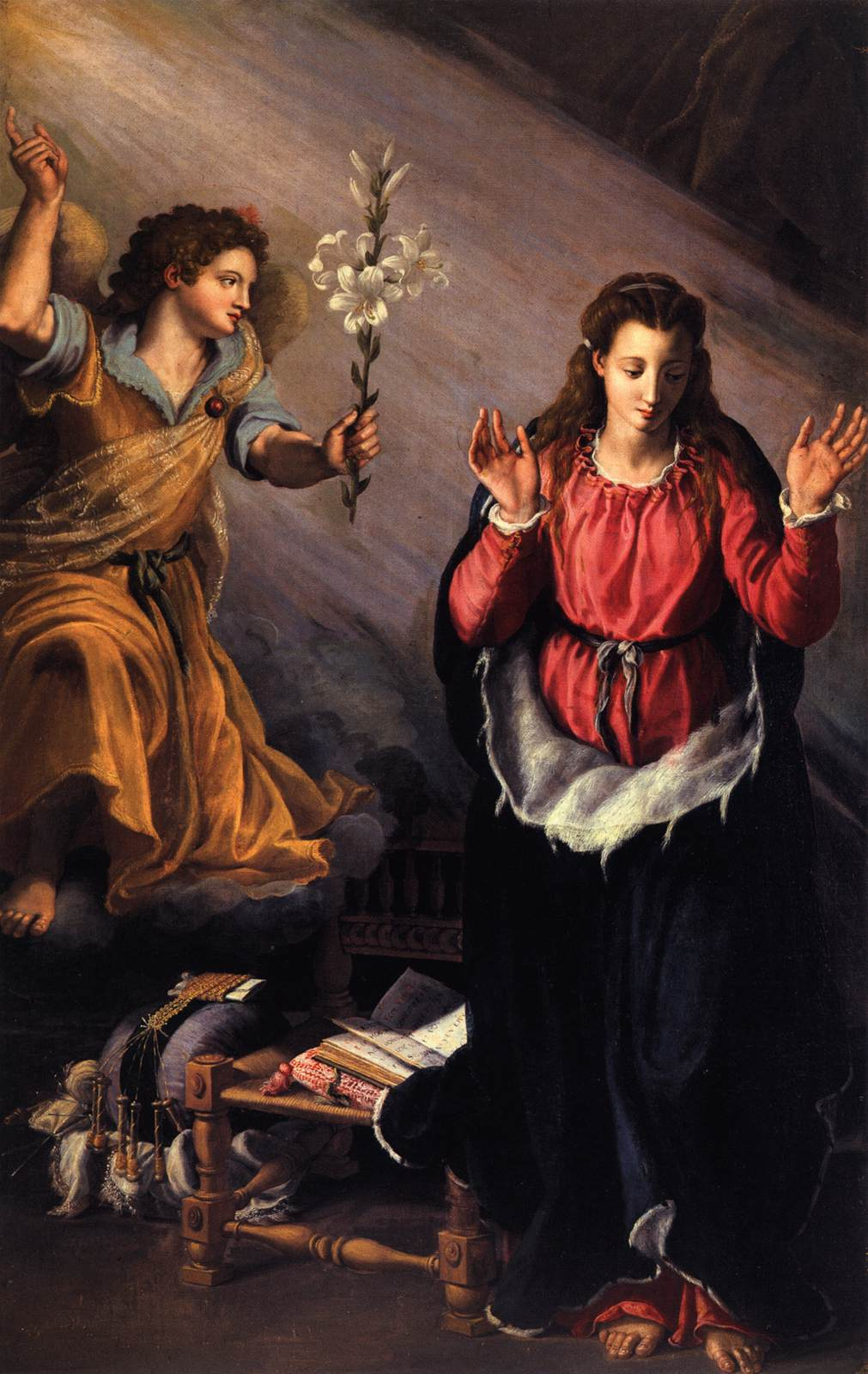
La Anunciación (1579) Galería de la Academia, Florencia.

    - El sacrificio de Isaac (firmado y fechado, 1601).
    - Hércules coronado por las Musas (firmado, 1568).
    - La Crucifixión de San Juan y Santa María Magdalena (sobre 1552).
    - Piedad (1580).
    - Retrato de Bianca Cappello (sobre 1572).
    - Retrato de Francesco I de Medici.
    - Retrato de Giovanni de Averardo de Medici.
    - Retrato de Giovanni di Lorenzo de Medici (sobre 1570).
    - Retrato de Giuliano de Medici.
    - Retrato de Isabel de Medici (sobre 1576).
    - Retrato de Ludovico Capponi.
    - Retrato de Torquato Tasso (sobre 1590).
    - San Pedro caminando sobre las aguas (firmado y fechado, 1596).
    - Venus y Cupido (sobre 1570).

  - Iglesia del Espíritu Santo:
    - Los diez mil mártires del Ararat (firmada y fechada, en 1574).
    - Cristo y la adúltera (firmado y fechado 1577).

  - Iglesia de San Egidio:
    - Piedad (1578).

  - Iglesia de San Giovanni de los Escolapios:
    - Cristo y la Samaritana (sobre 1587).

  - Iglesia de San Nicolás Oltrarno:
    - Martirio de Santa Catalina (1582).
    - Sacrificio de Isaac (firmado y fechado 1583).

  - Iglesia de Santa Agatha:
    - Las Bodas de Canaán (firmado y fechado 1600).

  - Iglesia de Santa María Novella:
    - Cristo y la Samaritana (firmado y fechado, 1575, acuarela).
    - Última Cena (1584)
    - El martirio de Santiago (firmado y fechado 1592).
    - Aparición de la Virgen a San Jacinto (firmado y fechado 1596).

  - Museo Nacional de San Marcos:
    - El descenso al Limbo (sobre 1580).

  - Museo Stibbert:
    - Retrato de Francesco I de'Medici (sobre 1590).
    - Santa María Magdalena (sobre 1600).

- - Palacio Ginori:

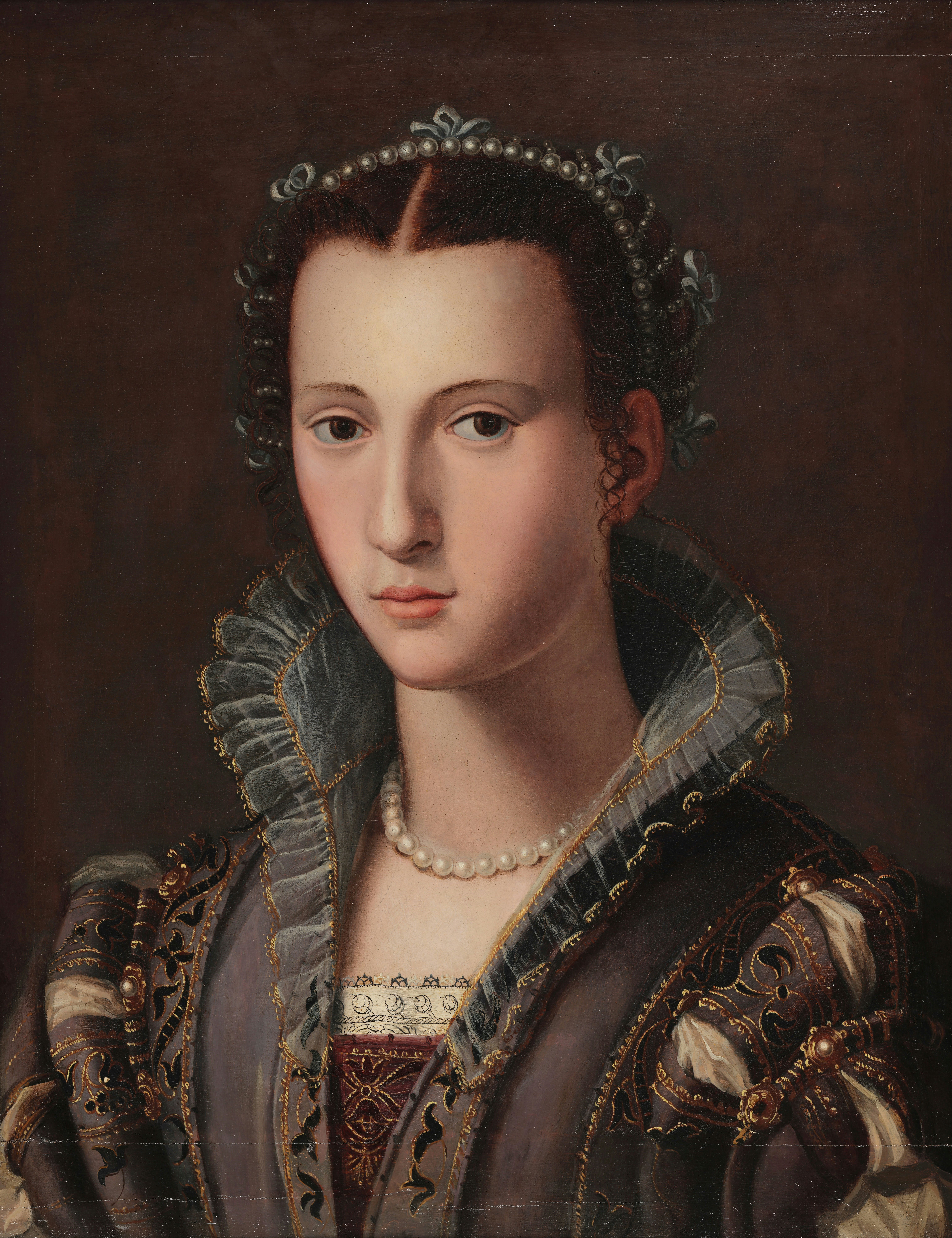
Retrato de una dama florentina Fundación Cultural Ema Gordon Klabin, São Paulo.

    - Retrato de Catherine Soderini Ginori (sobre 1560).

  - Palacio Medici Riccardi:
    - Retrato de Giuliano de Nemours (sobre 1587).
    - Retrato de Bianca Cappello (1587).

  - Palazzo Pitti:
    - Escenas de la vida de San Lorenzo (sobre 1575).
    - Retrato de Bianca Cappello (sobre 1582).
    - Retrato del cardenal Ferdinando de Medici (sobre 1588).
    - Virgen y el Niño (sobre 1592).
    - Predicación de Juan Bautista (firmado, sobre 1604).

  - Palazzo Salviati:
    - Cristo en la casa de Marta (1580).

  - Palacio Vecchio, Estudio de Francisco I:
    - Pescadores de perlas (1570-72).
    - Banquete de Cleopatra (firmado en 1571).
- Fráncfort del Meno
  - Colección privada:
    - Retrato de un hombre.

- Lisboa
  - Museo Nacional de Arte Antiguo:

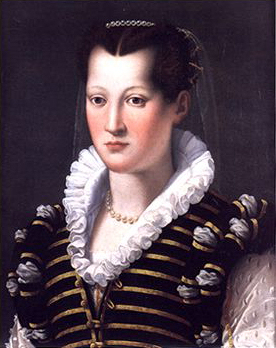
Isabel de Médici (1560-5) Galería Uffizi, Florencia.

    - El descanso durante el vuelo a Egipto.
- Londres
  - Colección privada:
    - Virgen con el Niño, ángeles y santos.
- Los Ángeles
  - Museo Jean Paul Getty:
    - El rapto de Proserpina (1570).
- Lucca
  - Catedral de San Martín:
    - Presentación de María en el Templo (1598).
- Madrid
  - Museo del Prado:
    - Descendimiento (sobre 1560).
    - Retrato de Felipe de Médici, hijo de Francisco I.
    - La Sagrada Familia y el cardenal Fernando de Médici (firmado y fechado 1584).

  - Jacobo Fitz-James Stuart
    - Judith sosteniendo la cabeza de Holofernes.
- Mesina
  - Museo Regional:
    - Madonna de Istria (firmado y fechado 1590).
- Montepulciano
  - Pinacoteca:
    - Retrato de hombre (1587).

  - Iglesia de San Agustín:
    - La Resurrección de Lázaro (firmado 1593).
- Montpellier
  - Museo Fabre:
    - San Giovanni Battista (firmado y datado, 1586).
    - Venus y Cupido.
- New Haven
  - Universidad de Yale:
    - Retrato de Bianca Cappello (sobre 1582).

- Olomouc
  - Catedral de San Venceslao:
    - Descenso de la Cruz (1583).
- Oxford
  - Museo Ashmolean:

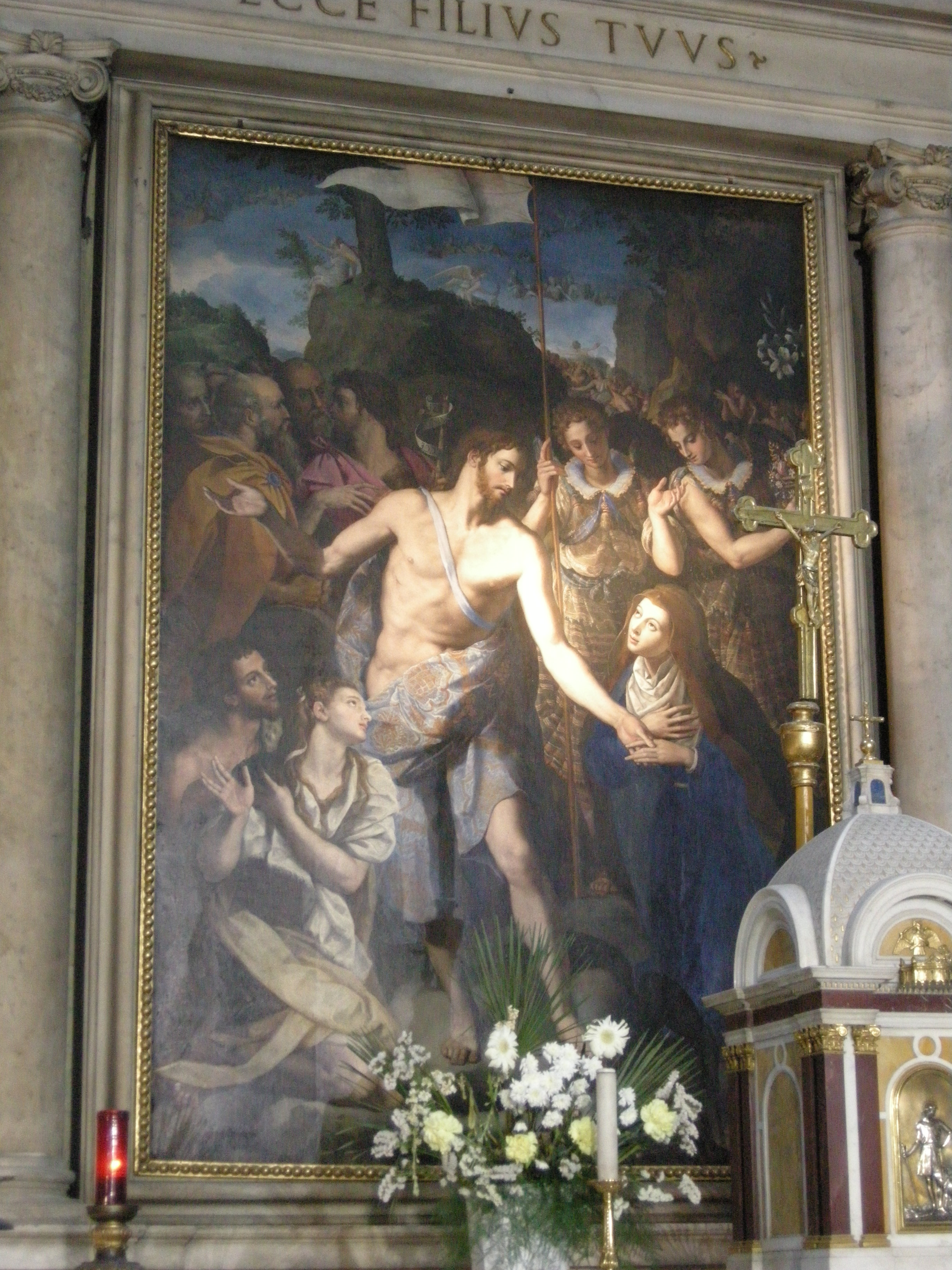
Descenso al limbo (1580) Museo Nacional de San Marcos, Florencia.

    - Retrato de Paolo Caprina (1561).
- París
  - Museo del Louvre:
    - Noli me tangere (1561).
- Pisa
  - Iglesia del Carmen:
    - Ascensión (firmado y fechado, 1581).
- Pistoia
  - Iglesia de San Francesco:
    - La Resurrección de Lázaro (firmado y fechado 1594).
- Pozzolatico
  - Parroquia:
    - Virgen y el Niño con los Santos (1582).
- Praga
  - Galería Nacional:
    - El Bautismo de Cristo (firmado, sobre 1570).
- Prato
  - Iglesia de la Misericordia:
    - ’’Ascensión de María’’ (firmado y fechado 1603).
- Roma
  - Academia de San Lucas:
    - Los santos y Andrea Bartolomeo (sobre 1565).

  - Galería Colonna:
    - El descenso al Limbo (1578).

  - Palacio Corsini:
    - Retrato de una mujer (sobre 1582).

  - Palacio Doria:
    - Camino del Calvario (firmado y fechado 1604).
- San Petersburgo

- - Museo del Hermitage:

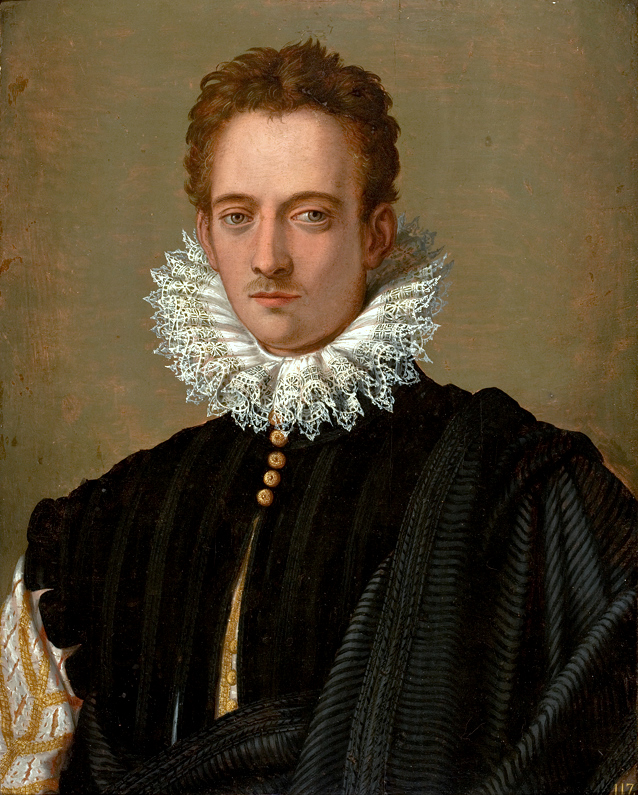
Retrato de un noble florentino (¿Piero de Médici?) Museo de Arte, São Paulo.

    - Virgen con el niño Jesús (firmado).
    - Virgilio y Dante en el Purgatorio (sobre 1575).
    - Retrato de una joven.
    - Betsabé al cuarto de baño.
- São Paulo
  - Museo de Arte:
    - Retrato de Piero de Médici.
- Tubinga
  - Universidad:
    - Retrato de una mujer (sobre 1575).
- Venecia
  - Seminario:
    - Retrato de Lucrezia Minerbetti (sobre 1580).
- Viena
  - Museo de Historia del Arte de Viena:
    - Cristo en la casa de Marta (firmado y fechado 1605).
    - Cosme I de Medici (sobre 1560).
    - Retrato de María de Médici (sobre 1595).

### Frescos
- Florencia

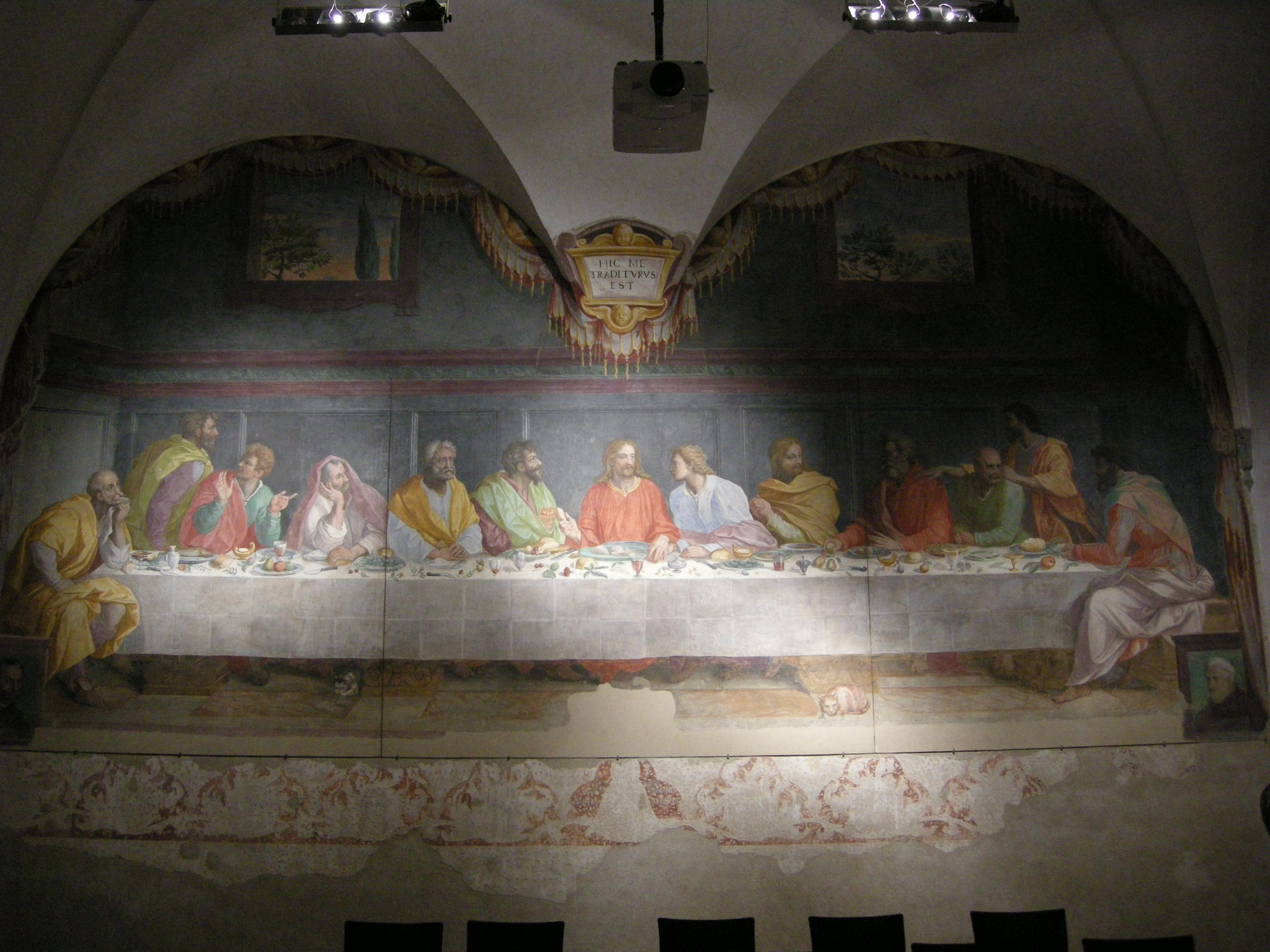
Última cena (1582) Iglesia de Santa María del Carmen, Florencia.

  - Basílica de la Santísima Anunciada, Florencia:
    - Cristo entre los doctores (1560).
    - Expulsión de los mercaderes del Templo (1560).

  - Galería Uffizi, Florencia:
    - Grotesca (1581)

  - Iglesia de Santa María del Carmen:
    - Última cena (1582).

  - Iglesia de Santa María Novella:
    - Decoración del refectorio.
    - Historia di San Jerónimo (sobre 1578).
    - Transporte del cuerpo de Cristo (Tímpano del gran claustro sobre 1587).
    - Última cena.
    - Virtud (sobre 1578).

- - Museo Nacional de San Marcos:

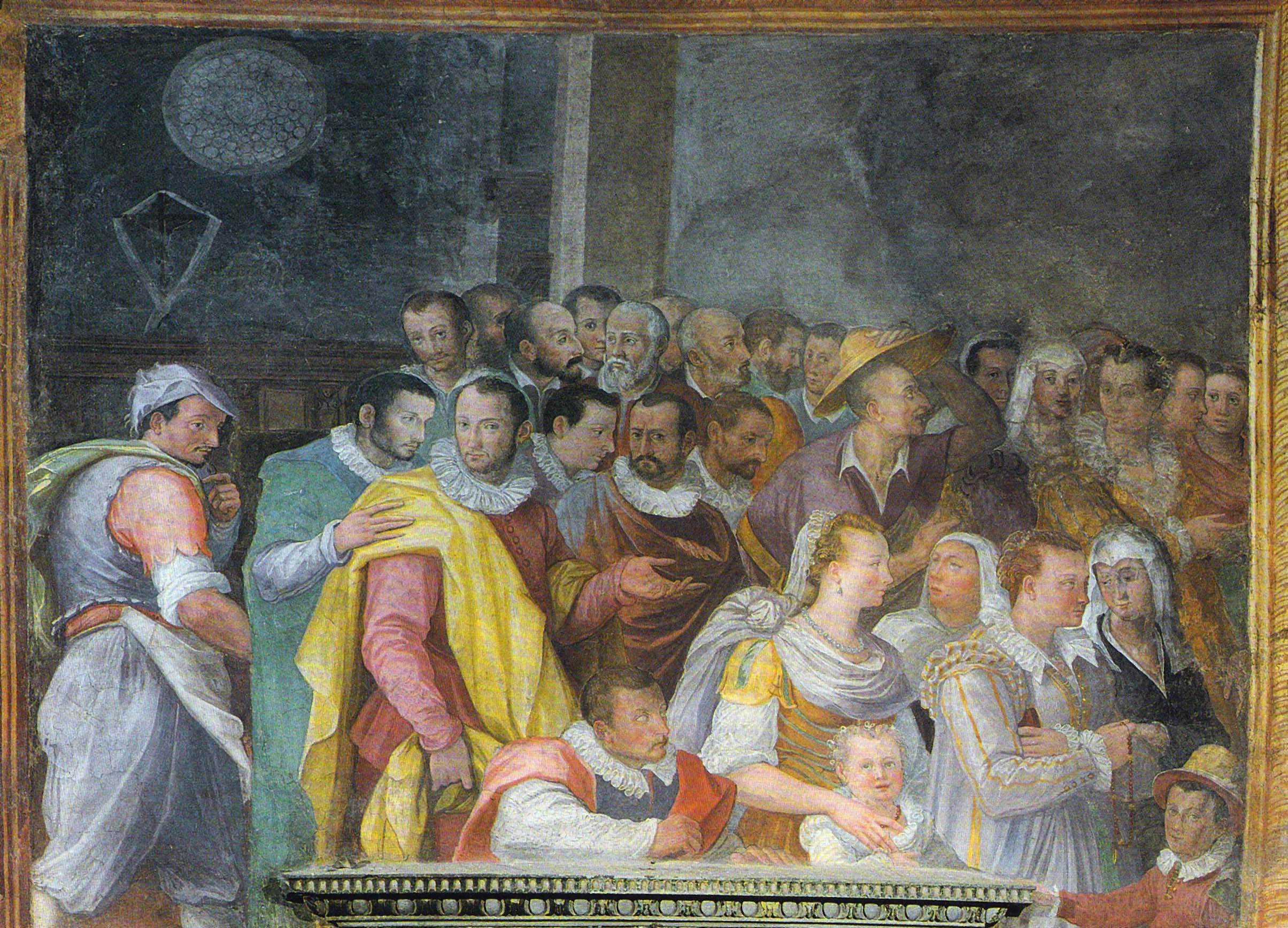
Última cena (1580) Abadía del Arcángel San Miguel en Passignano.

    - Historia de San Antonino (1588).

  - Palacio Pitti, Florencia:
    - Decoraciones.

  - Palazzo Salviati:
    - Historia de la Magdalena (1580).
    - Deposición (1580).
    - Santos (firmado y fechado 1580).
    - Grotecas (1581-2).
    - Batracomiomaquia (1581-1582).
    - Escena de la Odisea (1581-1582).
- Tavarnelle Val di Pesa

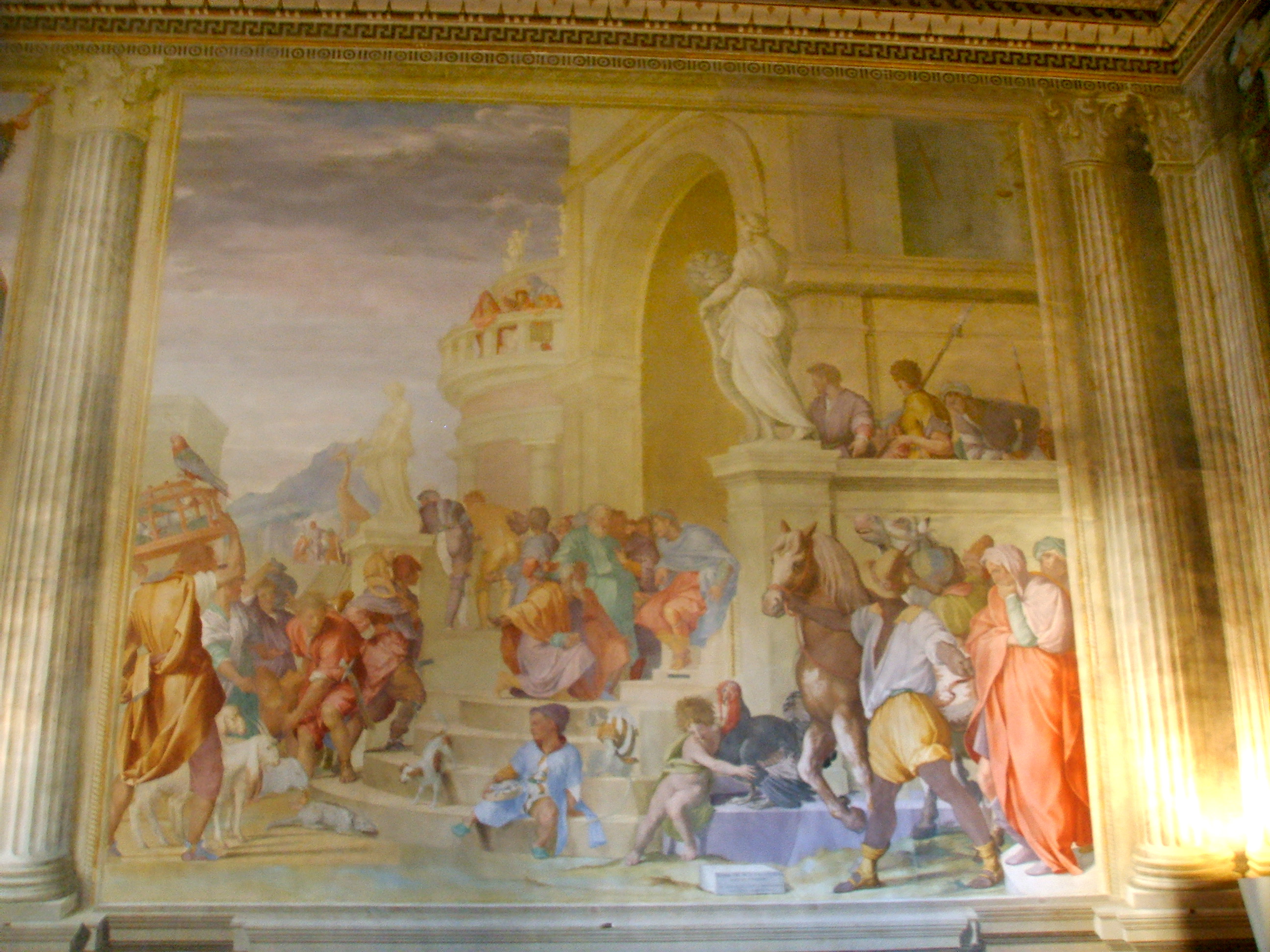
Siface de Numidia recibe a Escipión (1579-82) Villa Medici, Poggio a Caiano.

- - Abadía del Arcángel San Miguel en Passignano:
    - Historia de San Giovanni Gualberto (1580).
- Poggio a Caiano
  - Villa Medici:
    - Alegoría (1579-82).
    - Cónsul Flaminio habla con la Junta de Achei (1579-82).
    - El jardín de Hespérides (1579-1582).
    - Grotesca (1579-1582).
    - Siface de Numidia recibe a Escipión (1579-1582).
    - Tributo a Cesar (1579-1582).